# بيل كالاهان
بيل كالاهان (بالإنجليزية: Bill Callahan)‏ هو مغن مؤلف ومغني وعازف قيثارة أمريكي، ولد في 3 يونيو 1966 في سيلفر سبرينغ في الولايات المتحدة.

## وصلات خارجية
- بيل كالاهان على موقع IMDb (الإنجليزية)
- بيل كالاهان على موقع ميوزك برينز (الإنجليزية)
- بيل كالاهان على موقع ميوزك برينز (الإنجليزية)
- بيل كالاهان على موقع إن إن دي بي (الإنجليزية)
- بيل كالاهان على موقع أول ميوزيك (الإنجليزية)
- بيل كالاهان على موقع أول ميوزيك (الإنجليزية)
- بيل كالاهان على موقع ديسكوغز (الإنجليزية)
- بيل كالاهان على موقع ديسكوغز (الإنجليزية)
- بيل كالاهان على موقع قاعدة بيانات الفيلم (الإنجليزية)